# Jaime Chicharro
Jaime Chicharro Sánchez-Guio (Torralba de Calatrava, 1889-Guadarrama, 13 de enero de 1934) fue un abogado y político español, diputado en las Cortes de la Restauración.

## Biografía
Se licenció en Derecho en la Universidad de Deusto y en Filosofía y Letras en la Universidad Central de Madrid, donde recibió la influencia de Juan Vázquez de Mella a través de José María Lamamié de Clairac, pariente de su esposa. En 1914 marchó a Castellón, donde en 1918 fundó La Gaceta de Levante, cuya dirección tuvo que abandonar poco después al quedar en poder de los mauristas. Fue también cofundador la Federación Castellonense de Sindicatos Agrícolas. En 1924 puso en circulación el Diario de Castellón, órgano propagandístico de dicha federación, para fomentar la «sindicación católicoagraria», oponerse al sindicalismo de clases y defender el derecho de la propiedad, la moral y la recristianización de la sociedad. Fue mantenedor de los Juegos Florales celebrados en 1919 en Ciudad Real.
Militaba en el partido tradicionalista. Actuó intensamente en la propaganda carlista y participó en los incidentes de la concentración de Medina del Campo, pero en 1919 siguió la escisión de Vázquez de Mella. Fue elegido diputado al Congreso por el distrito electoral de Nules en las elecciones generales de 1919 y en las de 1920 como ciervista. Aprovechó su cargo para conseguir la licencia de construcción del puerto de Burriana. Durante la Segunda República militó nuevamente en la Comunión Tradicionalista y se trasladó a Madrid, donde en 1933 se convirtió en concejal del Ayuntamiento de Madrid.
Falleció en Guadarrama el 13 de enero de 1934.